# Bolgar (cidade medieval)
Bolgar (em tártaro: Болгар) é uma antiga cidade da atual Rússia situada próximo ao rio Volga, ao sul da confluência com o Cama e da capital do Tartaristão, Cazã. Foi intermitentemente a capital da Bulgária do Volga dos séculos VII ao XV e a primeira capital do Canato da Horda Dourada no século XIII. Desde 2014, foi classificada como patrimônio da humanidade pela UNESCO.